# Lista primarilor Clujului

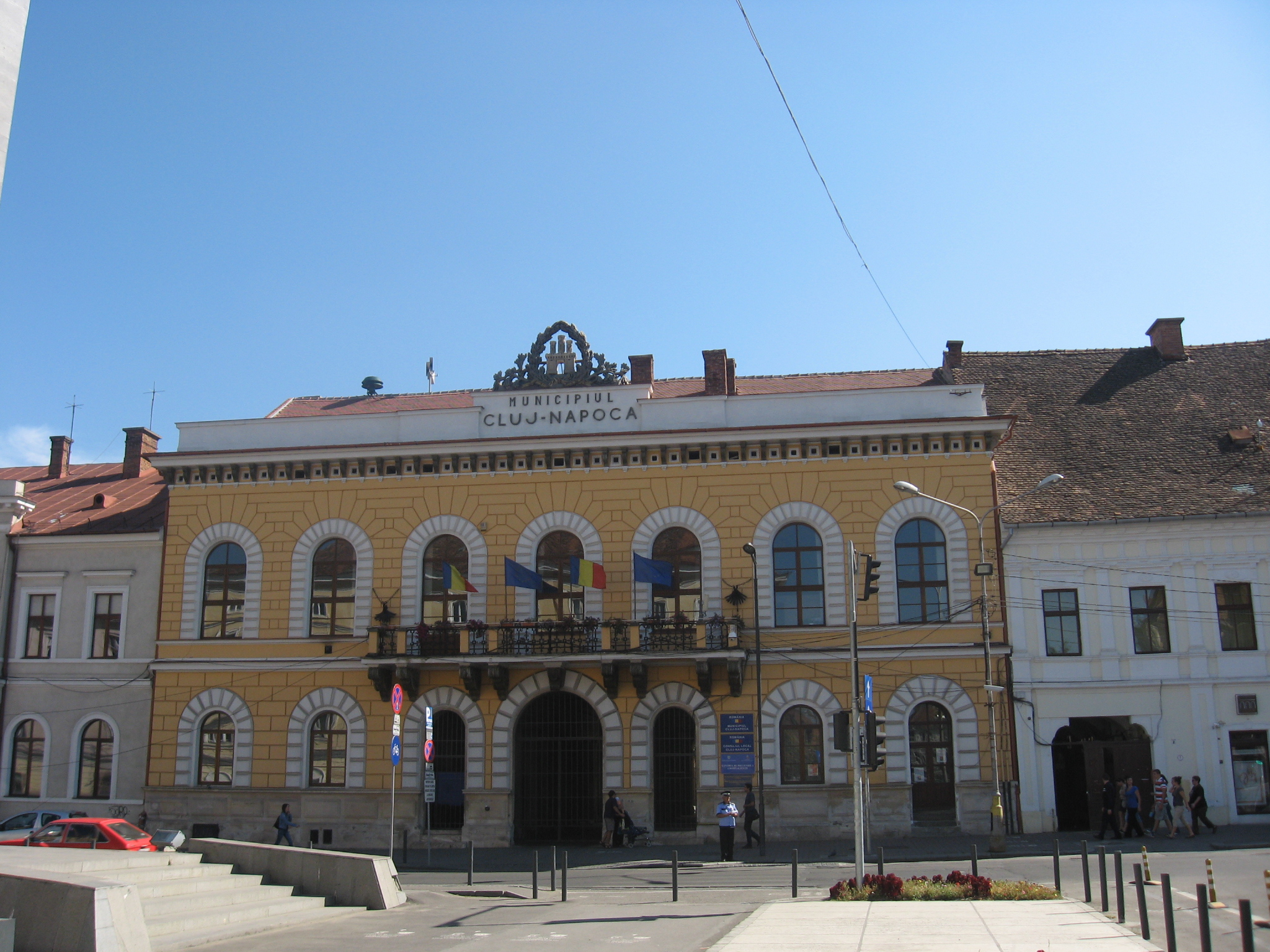
Primăria Veche, Piața Unirii nr. 1

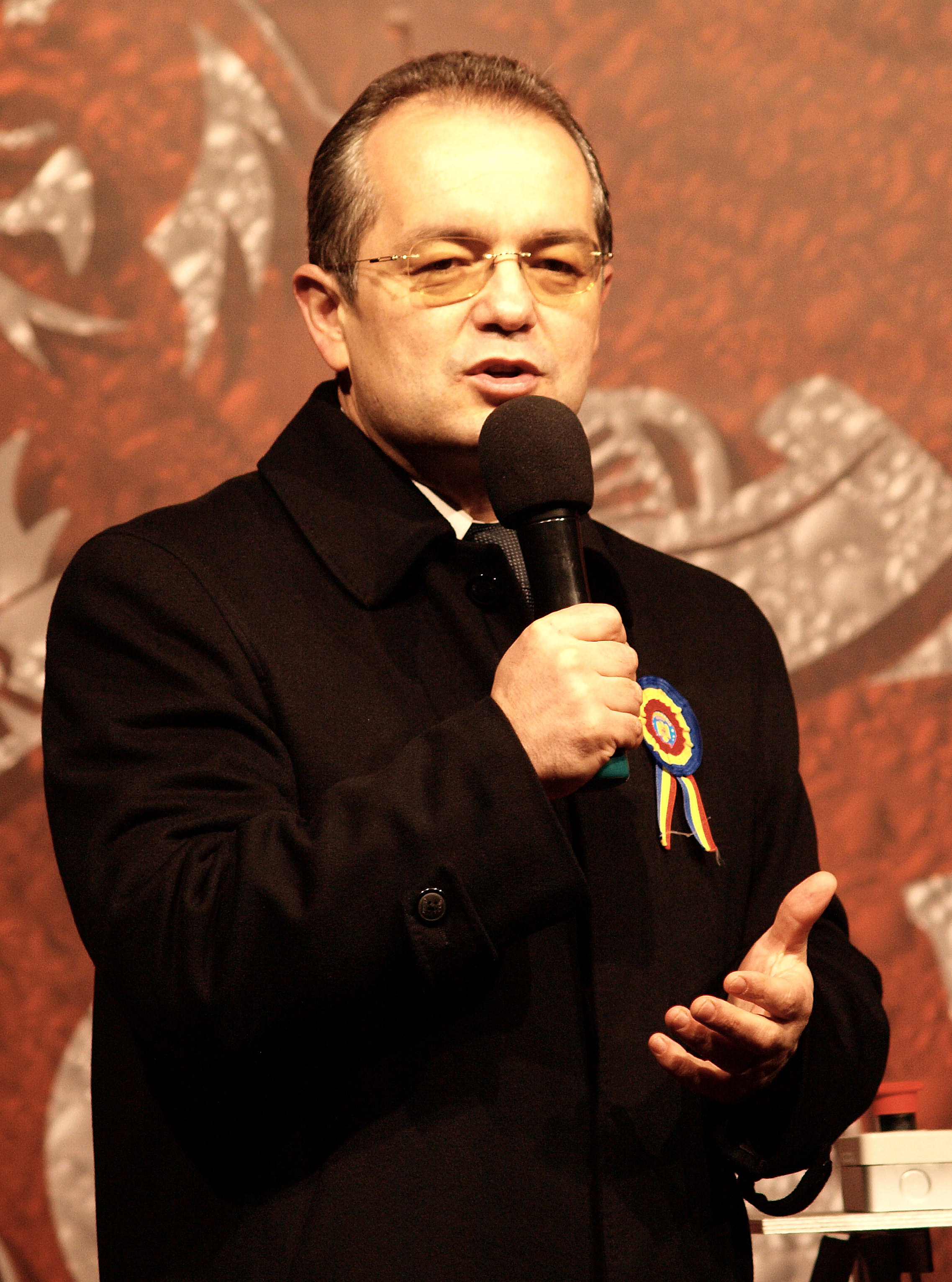
Emil Boc, actualul primar

Aceasta este o listă cu primarii Clujului:

## Perioada Marelui Principat al Transilvaniei
- mai - noiembrie 1861 – József Pataki
- noiembrie 1861 – 1867 - Frigyes Wendler

## Perioada Austro-Ungariei
- 1 septembrie 1867 - 1868 – Zsigmond Szentkirályi
- 1868 - 1874 – Necunoscut
- 1 februarie 1874 - 1 septembrie 1880 – Elek Simon
- 1 august 1884 - 1 mai 1886 – Károly Haller
- 1 mai 1886 - 30 iunie 1898 – Géza Albach
- 1 iulie 1898 - 30 noiembrie 1913 – Géza Szvacsina
- 1 decembrie 1913 - 19 ianuarie 1919 – Gusztáv Haller

## Perioada Regatului României

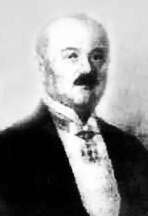
Octavian Utalea, primar în perioada 1923-1926

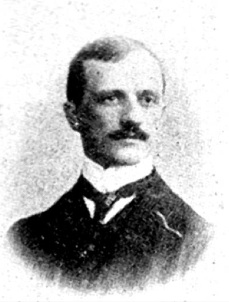
Nicolae Drăganu, primar în anii 1933-1938

- 19 ianuarie 1919 - aprilie 1923 – dr. Iulian Pop
- aprilie 1923 - Aurel Moga
- 1 mai 1923 - 14 martie 1926 – dr. Octavian Utalea
- 1926 (21 aprilie - 21 octombrie) – dr. Theodor Mihali
- 1926 (21 octombrie) - 1927 (23 iunie) – Vasile Osvadă
- 1927 (23 iunie) - 1931 (24 iulie) – dr. Theodor Mihali
- 1931 (24 iulie) - 1932 (31 ianuarie) – prof. Coriolan Tătaru
- 1932 (1 februarie - 11 iunie) – dr. Sebastian Bornemisa
- 1932 (iunie) - 1933 (18 noiembrie) – dr. Victor Deleu
- 1933 (18 noiembrie) - 1938 (1 ianuarie) – prof. dr. Nicolae Drăganu
- 1938 (1 ianuarie - 13 februarie) – dr. Laurian Gabor
- 1938 (17 februarie - 23 septembrie) – Richard Filipescu
- 1938 (23 septembrie) - 1940 (septembrie) – dr. Sebastian Bornemisa

## Perioada Regatului Ungariei
- 1940 - 1941 – dr. Vásárhelyi László
- 16 aprilie 1941 - 1944 – Keledy Tibor

## Perioada Regatului României
- 1944 - dr. Ioan Demeter
- 1944 - 1945 – Tudor Bugnari
- 1945 - 1946 – Gheorghe Chiciudean
- 1946 - 1948 – Constantin Lazăr

## Perioada comunistă
- 1948 - Victor Precup
- 1948 - 1951 – Vasile Deac
- 1951 - 1952 – Paul Vereș
- 1952 - 1958 – Petre Jurcă
- 1958 - 1960 – Aurel Duca
- 1960 - 1967 – Gheorghe Lăpădeanu
- 1968 - 1975 – Remus Bucșa
- 1975 - 1983 – Constantin Crisan
- 1983 - 1985 – Constantin Chirila
- 1985 - 1986 – Nicolae Preda
- 1986 - 1989 – Gheorghe Cordea

## Perioada post-comunistă
- 1989 - Nicolae Vălean
- 1990 - Alexandru Șerban
- 1990 - 1991 – Mihai Tălpean
- 1991 - 1992 – Teodor Groza
- 1992 - 2004 – Gheorghe Funar
- 2004 - 2009 – Emil Boc
- 2009 - 2011 – Sorin Apostu
- 2011 - 2012 – Radu Moisin (interimar)
- 2012 - prezent – Emil Boc